# Apeadero de Mata
El Apeadero de Mata es una estación ferroviaria desactivada de la Línea del Este, que servía a la localidad de Aldeia da Mata, en el Distrito de Portalegre, en Portugal.

## Historia
Esta plataforma se inserta en el tramo entre Abrantes y Crato de la Línea del Este, que entró en servicio con la Compañía Real de los Caminhos de Ferro Portugueses el 6 de marzo de 1866.